# علیه حمرونی
علیه حمرونی (انگلیسی: Aleya Hamrouni؛ زادهٔ ۱۲ دسامبر ۱۹۴۵) بازیکن هندبال اهل تونس بود.